# Especies no nativas en América del Sur
Las especies no nativas de América del Sur, tienen el potencial de representar un daño para los ecosistemas de la región y la biodiversidad. Muchas de estas especies son invasoras y representan una amenaza para los ecosistemas. Debido al valor instrumental y cultural que se le otorga a estas especies, una mayor conciencia, investigación y políticas son pasos necesarios para resolver los problemas de las especies no nativas en América del Sur.

## Mamíferos

### Castorde Norteamérica aTierra del Fuego
En el año 1946 fueron introducidos un total de 20 castores en la desembocadura del Río Claro al lago Khami (Fagnano). Aquella introducción ha causado impactos tanto ecológicos como económicos, sobre todo en bosques. Es una especie categorizada altamente dañina, además de tener una expansión sostenida entre 3 y 6 kilómetros por año, distribuyéndose en prácticamente toda de la isla, estimando que actualmente hay una población superior a 60.000 castores y al menos 13.000 colonias en el territorio chileno. También existen datos de su presencia en parque nacional Cabo de Hornos, Reserva Nacional Laguna Parrillar, Río Hollemberg (ubicado en el sur de Puerto Natales).
En Magallanes son menos abundantes en hábitats esteparios patagónicos del noreste de Isla Grande, y predominan mayormente en lugares de bosques caducos y siempreverdes, además de la tundra magallánica al Este.
Estudios han demostrado que la mayor preferencia que tienen los castores es en ambientes que tienen la presencia de especies como lenga (Nothofagus pumilio) y ñire (N. antartica), asociados a cursos de agua, mientras que aquellos ambientes que son menos ocupados por ellos son los sectores de bosques que tienen guindo o coihue de Magallanes (N. betuloides), especie que tiene la particularidad de tener una madera más densa que el N. pumilio mencionado anteriormente. También es relevante mencionar que las especies más dañadas en la zona de Tierra del Fuego es N. pumilio, alterando su estructura y dinámica natural en la que se encuentran.
Estudios realizados en otros países han concluido que la acción de castores altera bastante la dinámica de la población, modificando la composición de comunidades originales y la biomasa. Autores han analizado también la forma de invasión que tienen los castores, de esta manera afirmando que los sectores que se han visto mayormente afectado corresponden a bosques ubicados a menos de 200 metros desde las orillas de ríos y vertientes.
El programa GEF castor aborda el fortalecimiento y desarrollo de instrumentos para un adecuado manejo, prevención y control de esta especie exótica invasora en la Patagonia Chilena y Argentina, buscando evitar de esta manera el avance de la especie y preservar los bosques e incluso ecosistemas nativos que se pudiesen ver afectados

### Liebre europeade Europa a Perú, Bolivia, Paraguay, Argentina, Chile, Uruguay y Brasil
La liebre europea tiene una amplia distribución en Europa y Asia occidental y se ha introducido en varios otros países del mundo, a menudo como una especie de caza. En general, se considera moderadamente abundante en su área de distribución nativa. Se han asociado con la intensificación de las prácticas agrícolas. La liebre es una especie adaptable y puede mudarse a nuevos hábitats, pero sobrevive mejor cuando hay disponibilidad de una amplia variedad de malezas y otras hierbas para complementar su dieta principal de pastos. La liebre es considerada una plaga en algunas zonas; es más probable que dañe los cultivos y los árboles jóvenes en invierno cuando no hay suficientes alimentos alternativos disponibles.

### Axisde Asia a Argentina, Brasil, Uruguay y Chile
La crianza de Chital se lleva a cabo durante todo el año, con picos que varían geográficamente. Los espermatozoides se producen durante todo el año, aunque los niveles de testosterona registran una caída durante el desarrollo de las astas. Las hembras tienen ciclos estrales regulares, cada uno de los cuales dura tres semanas. La hembra puede volver a concebir de dos semanas a cuatro meses después del nacimiento. Debido al rápido ritmo al que pueden reproducirse, la población está creciendo tan rápidamente que causa graves daños a la agricultura y áreas naturales.

### Ciervo rojode Europa
El ciervo rojo puede dañar la vegetación nativa y cultivada y representar un peligro para los vehículos y los seres humanos. Están catalogados como una de las 100 peores especies exóticas invasoras del mundo por la Unión Internacional para la Conservación de la Naturaleza. Los cultivos que se ven afectados son pastos, silvicultura, huertas. Dañan el entorno natural al comerse la vegetación autóctona, dañar los árboles, esparcir semillas de malas hierbas y ensuciar el agua. El ciervo rojo también causa daños a las plántulas forestales, cultivos agrícolas y hortícolas, cultivos de flores comerciales, huertos, sistemas de riego y cercas. En épocas secas, compiten con el ganado por pastos y alimentación complementaria. Pueden ser un peligro para el tráfico en carreteras y autopistas suburbanas. Los ciervos en celo agresivos también pueden representar un riesgo para los humanos.

### Jabalíde Europa
El éxito de los cerdos salvajes invasores se puede atribuir en gran medida a su falta de depredadores naturales, fertilidad impresionante, adaptabilidad a una variedad de climas y condiciones, y tendencia a comer casi cualquier cosa. Los humanos también han ayudado a que estos invasores se propaguen. Al liberarlos de granjas y cotos de caza, así como la translocación ilegal de cerdos para crear oportunidades de caza recreativa, ha contribuido a la expansión reciente del área de distribución de los jabalíes invasores. Estos jabalíes causan daños a las plantas y cultivos nativos y compiten con las especies nativas.

### Hipopótamode África a Colombia
En 1981, el narcotraficante Pablo Escobar adquirió con ayuda del contrabando, 4 ejemplares (un macho y y tres hembras) y los alojó junto con otros animales en una reserva privada en su residencia en la Hacienda Nápoles, a 100 kilómetros al este de Medellín (Colombia). Tras la muerte de Escobar se consideró que eran demasiado difíciles de capturar y trasladar, por lo que se dejaron en la finca sin vigilancia. Años después otros animales que habían alojado en la finca como elefantes, jirafas o rinocerontes habían muerto, desaparecido o trasladados a zoos, pero los hipopótamos se reprodujeron y algunos escaparon de la hacienda. La población de hipopótamos introducidos pasó de 35 individuos en 2012 a entre 60 y 80 en 2020. Todos ellos relacionados con el cuarteto original importado por Escobar. Según nuevos estudios, la población ha crecido a un ritmo anual del 14,5% y podría alcanzar una población de 1.418 ejemplares en 2039.  Aunque existen iniciativas comunitarias locales que aprovechan su presencia para promover el turismo, el hipopótamo está considerado como una especie invasora fuera de África y puede representar riesgos económicos y ecológicos al competir por los mismos recursos con especies de la fauna silvestre nativa y afectar a la flora local alterando el hábitat y perturbando los procesos ecosistémicos, además de ser potenciales diseminadores de enfermedades exóticas, por lo que se han propuesto diversas medidas para su erradicación, en vista del importante desequilibrio ecológico que está ocasionando al país.
En marzo de 2021, la UICN envió una carta de intervención al Gobierno de Colombia, aseguró que siguió de cerca el debate ambiental y recomendó a las autoridades empezar urgentemente un programa enfocado en eliminar la población de hipopótamos. También señaló frente a la esterilización, que es muy poco probable que esta alternativa funcione en el largo plazo, porque esto no evita los impactos causados por los animales por décadas, considerando que tienen una expectativa de vida de más de 40 años.

### Otras especies de mamíferos
- Conejo europeo en argentina[cita requerida]
- Ardilla de Palas en Argentina[cita requerida]

## Moluscos
Hasta 2020, se han reconocido 86 especies de moluscos no nativos en América del Sur, entre los que se cuentan ejemplos que viven en ambientes marinos, dulceacuícolas y terrestres. Por ejemplo, el caracol terrestre africano gigante se introdujo en Brasil en la década de 1980 como una alternativa al cultivo de caracoles, ya que la especie crece más rápido y es más prolífica. Principalmente debido al rechazo de la carne de caracol por parte de la población brasileña, los inversores finalmente liberaron a los animales en la naturaleza. En 1993, se prohibió en Brasil la importación de invertebrados, así como de muchos otros grupos de animales. En 2005, la especie fue declarada oficialmente especie invasora. Entre los bivalvos, se destacan el mejillón dorado y la almeja asiática, dos especies provenientes del este de Asia, introducidas en Argentina en las décadas del 90 y 60-70 respectivamente, que han proliferado rápidamente y han alcanzado numerosos países de América del Sur. 